# Nebty-tepites
Nebty-tepites (nebty = "Dos Señoras") fue una princesa del Antiguo Egipto. Se la menciona en la tumba de su madre, Meresankh II.

## Biografía
Nebty-tepites era hija del príncipe Horbaef, con su medio hermana Meresankh II. Tenía una hermana, Nefertkau III, y un hermano, Djaty. Tras la muerte de Horbaef, Meresankh se casó con un faraón, quizá Djedefra, quizá Khafra (Kefrén), y se convirtió en reina. Así, Nebty-tepites era sobrina e hijastra del segundo marido de su madre.